# Liste der Regierungschefs von Guernsey
Der President of the Policy and Resources Committee of Guernsey (informell abgekürzt P&RC President) ist der Regierungschef der Vogtei Guernsey. Er ist der Vorsitzende des Policy & Resources Committee und kann den Titel „Chief Minister“ tragen. Der Regierungschef wird nicht direkt vom Volk gewählt, sondern von der Legislative, den States of Guernsey. Das Policy & Resources Committee wurde am 1. Mai 2016 gegründet, um das Policy Council of Guernsey, den der Chief Minister of Guernsey vorstand, zu ersetzen.

## Chief Minister of Guernsey
| # | Name             | Amtszeit      | Amtszeit      |
| # | Name             | Beginn        | Ende          |
| - | ---------------- | ------------- | ------------- |
| 1 | Laurie Morgan    | 1. Mai 2004   | 5. März 2007  |
| 2 | Mike Torode      | 5. März 2007  | 1. Mai 2008   |
| 3 | Lyndon Trott     | 1. Mai 2008   | 1. Mai 2012   |
| 4 | Peter Harwood    | 1. Mai 2012   | 12. März 2014 |
| 5 | Jonathan Le Tocq | 12. März 2014 | 4. Mai 2016   |

## President of the Policy and Resources Committee of Guernsey
| # | Bild            | Name                 | Amtszeit          | Amtszeit          | Partei                                                      | Partei                             |
| # | Bild            | Name                 | Beginn            | Ende              | Partei                                                      | Partei                             |
| - | --------------- | -------------------- | ----------------- | ----------------- | ----------------------------------------------------------- | ---------------------------------- |
| 1 | Gavin St Pier   | Gavin St Pier        | 4. Mai 2016       | 16. Oktober 2020  |                                                             | Unabhängiger (bis 18. August 2020) |
| 1 | Gavin St Pier   | Gavin St Pier        | 4. Mai 2016       | 16. Oktober 2020  | Guernsey Partnership of Independents (seit 18. August 2020) |                                    |
| 2 | Peter Ferbrache | Peter Ferbrache      | 16. Oktober 2020  | 13. Dezember 2023 |                                                             | Unabhängiger                       |
| 3 | Lyndon Trott    | Lyndon Trott         | 13. Dezember 2023 | 1. Juli 2025      |                                                             | Future Guernsey                    |
| 4 |                 | Lindsay de Sausmarez | 1. Juli 2025      | amtierend         |                                                             | Unabhängige                        |

Souveräne Staaten:
Albanien |
Andorra |
Belarus |
Belgien |
Bosnien und Herzegowina |
Bulgarien |
Dänemark |
Deutschland |
Estland |
Finnland |
Frankreich |
Griechenland |
Irland |
Island |
Italien |
Kroatien |
Lettland |
Liechtenstein |
Litauen |
Luxemburg |
Malta |
Moldau |
Monaco |
Montenegro |
Niederlande |
Nordmazedonien |
Norwegen |
Österreich |
Polen |
Portugal |
Rumänien |
Russland |
Schweden |
Serbien |
Slowakei |
Slowenien |
Spanien |
Tschechien |
Türkei |
Ukraine |
Ungarn |
Vatikanstadt |
Vereinigtes Königreich |
Zypern
Kein expliziter Regierungschef:
San Marino |
Schweiz
Sonstige Gebiete:
Färöer |
Gibraltar |
Grönland |
Guernsey |
Isle of Man |
Jersey
Umstrittene Gebiete:
Kosovo |
Nordzypern
Regierungschefs in:
Afrika |
Amerika |
Asien |
Australien und Ozeanien |
Europa